# Anna Olasz
Anna Olasz, född 19 september 1993 i Szeged, är en ungersk simmare som främst tävlar i öppet vatten-simning.

## Karriär
I augusti 2015 vid VM i Kazan tog Olasz silver på 25 km i öppet vatten-simning. Olasz tävlade sedan för Ungern vid olympiska sommarspelen 2016 i Rio de Janeiro, där hon slutade på 14:e plats på 10 km maraton i öppet vatten-simning. I augusti 2017 vid Sommaruniversiaden 2017 i Taipei tog Olasz guld på 10 km i öppet vatten-simning.
I maj 2021 vid EM i Budapest tog Olasz silver på 10 km samt brons med Ungern i lagtävlingen i öppet vatten-simning. I augusti 2021 vid OS i Tokyo slutade hon på fjärde plats på 10 km maraton i öppet vatten-simning, endast fyra sekunder bakom guldmedaljören Ana Marcela Cunha från Brasilien.
I juni 2022 vid VM i Budapest tog Olasz silver i lagtävlingen i öppet vatten-simning efter ett lopp av det ungerska laget på 1 timme 4 minuter och 43 sekunder.